# Биоле
Биоле (фр. Biollet) насеље је и општина у централној Француској у региону Оверња, у департману Пиј де Дом која припада префектури Риом.
По подацима из 2011. године у општини је живело 314 становника, а густина насељености је износила 13,38 становника/km². Општина се простире на површини од 23,46 km². Налази се на средњој надморској висини од 750 метара (максималној 755 m, а минималној 620 m).

## Демографија
| 1962. | 1968. | 1975. | 1982. | 1990. | 1999. | 2011. |
| ----- | ----- | ----- | ----- | ----- | ----- | ----- |
| 446   | 478   | 432   | 404   | 376   | 389   | 314   |

График промене броја становника у току последњих година